# خوسيه أورتيز
خوسيه أورتيز (بالإسبانية: José Ortiz) مواليد 23 أكتوبر 1963 في بورتوريكو، هو لاعب كرة سلة من بورتوريكو سابق بدأ مسيرته الاحترافية في سنة 1982. يبلغ طوله 6 قدم 11 بوصة (2.1 م). مثّل منتخب بلاده. شارك في مسابقة كرة السلة في الألعاب الأولمبية الصيفية. اعتزل اللعب في 2006.

## فرق لعب لها
- يوتاه جاز
- ريال مدريد بالونكيستو
- نادي برشلونة لكرة السلة
- بالونكيستو مالقا

## الميداليات
| الميدالية | المسابقة                             |
| --------- | ------------------------------------ |
| ذهبية     | بطولة أمم الأمريكتين لكرة السلة 1995 |
| برونزية   | بطولة أمم الأمريكتين لكرة السلة 2003 |

## روابط خارجية
- خوسيه أورتيز على موقع الاتحاد الدولي لكرة السلة (الإنجليزية)
- خوسيه أورتيز على موقع إن بي أي (الإنجليزية)
- خوسيه أورتيز على موقع سبورتس رفرنس (الإنجليزية)
- خوسيه أورتيز على موقع الدوري الإسباني لكرة السلة (الإسبانية)
- خوسيه أورتيز على موقع كرة السلة الأوروبية.كوم (الإنجليزية)
- خوسيه أورتيز على موقع كلية كرة السلة في سبورتس رفرنس.كوم (الإنجليزية)
- خوسيه أورتيز على موقع ريلجم (الإنجليزية)
- خوسيه أورتيز على موقع بروبوليرز (الإنجليزية)
- خوسيه أورتيز على موقع سبورتس رفرنس (الإنجليزية)
- خوسيه أورتيز على موقع أوليمبيديا (الإنجليزية)